# أحمد شطورو
أحمد شطورو ولد في 29 نوفمبر 1931 في صفاقس وتوفي في 26 مايو 2015 في تونس العاصمة، هو حقوقي ومحامي وسياسي تونسي.

## السيرة الذاتية
زاول أحمد شطورو تعليمه الابتدائي بساقية الزيت، ثم انتقل لصفاقس لمواصلة تعليمه الثانوي. نشط في صفوف الطلبة الدستوريين وكان من أبرزهم في الأربعينات.

شارك في المظاهرات والتحركات ضد المستعمر الفرنسي في صفاقس في 1952، فألقي عليه القبض وحوكم في 3 أبريل ب15 شهرا سجنا. بعد خروجه من السجن، انتقل إلى باريس، أين واصل دراسته وتحصل على الأستاذية في القانون.

عند عودته إلى تونس، التحق بديوان الوزير الأول الباهي الأدغم، ثم عمل كمستشار ثقافي في سفارة تونس في فرنسا ثم كوزير مفوض بوفد تونس لدى الأمم المتحدة بنيويورك حيث ترأس لمدة سنتين البعثة التحضيرية لعشرية الأمم المتحدة الثانية للتنمية.

عند عودته لبلاده بعد هذه المهمة، انتخب نائبا في مجلس النواب، قبل أن يعين في 27 أكتوبر 1971 في منصب وزير الشباب والرياضة في حكومة الهادي نويرة، وذلك حتى 5 يونيو 1973.

بعد خروجه من الحكومة، عاد لمهنة المحاماة، وشارك في الدفاع عن الموقوفين في أحداث الخميس الأسود ومن بينهم الحبيب عاشور. انتخب بعد ذلك ضمن الهيئة المديرة للرابطة التونسية للدفاع عن حقوق الإنسان وعضوا عنها بباللجنة العليا لحقوق الإنسان في التسعينات التي غادرها إثر المضايقات التي تعرض لها عند إنجازه لتقرير عن حالة السجون في تونس أنذاك. أصدر مذكراته في 2010.

## مؤلفاته
- بين سجون الاستعمار: مذكرات سجين سياسي، 2010.